# Dret polític
|  | No s'ha de confondre amb Drets civils. |

El dret polític és una branca jurídica que aglutina tots els àmbits d'estudi del dret que estan relacionats amb el fenomen polític. Per a alguns és considerada una disciplina de límits difusos, incloent no només l'estudi del sistema polític sinó també de la teoria de l'Estat i formes de govern, la filosofia política i la sociologia electoral, entre d'altres.